# Jack Davenport
Jack Davenport (* 1. března 1973, Merton, Oxfordshire, Anglie, Spojené království) je britský herec.
Jeho nejznámější role jsou v televizních seriálech This Life, Párování, Flash Forward – Vzpomínka na budoucnost a Smash a role Jamese Norringtona ve filmové sérii Piráti z Karibiku. Také se objevil v mnoha hollywoodských filmech jako třeba Talentovaný pan Ripley.

## Osobní život
Narodil se do herecké rodiny, jako syn Nigela Davenporta a Marie Aitken v Mertonu v Oxfordshire a prvních sedm let svého života žil na Ibize. Jeho strýc je spisovatel a bývalý konzervativní poslanec Jonathan Aitken a jeho dědeček z matčiny strany byl politik William Aitken. Jeho rodiče se rozvedli, když mu bylo sedm let a v této chvíli byl poslán do nezávislé školy Dragon School, internátní školy v Oxfordu, protože jeho rodiče nechtěli, aby byl zapojen do rozvodového řízení. Poté začal navštěvovat nezávislou školu Cheltenham College a následně i British American Drama Academy. Je ženatý s herečkou Michelle Gomez. Jejich první syn se narodil na začátku roku 2010.

## Filmografie

### Film
| Rok  | Název                                   | Role                         | Poznámky                                                                                     |
| ---- | --------------------------------------- | ---------------------------- | -------------------------------------------------------------------------------------------- |
| 1996 | This Life                               | Miles                        |                                                                                              |
| 1997 | Divoká stvoření                         | Studentský ošetřovatel v ZOO |                                                                                              |
| 1998 | Tale of the Mummy                       | detektiv Bartone             |                                                                                              |
| 1999 | The Cookie Thief                        | Muž                          | krátkometrážní film                                                                          |
| 1999 | Talentovaný pan Ripley                  | Peter Smith-Kingsley         |                                                                                              |
| 2000 | Offending Angels                        | Rort                         |                                                                                              |
| 2001 | Not Afraid, Not Afraid                  | Michael                      |                                                                                              |
| 2001 | Subterrain                              | Businessman                  |                                                                                              |
| 2001 | Cikánka                                 | Leon                         |                                                                                              |
| 2001 | Bunkr                                   | LCpl. Ebert                  |                                                                                              |
| 2003 | Piráti z Karibiku: Prokletí Černé perly | James Norrington             |                                                                                              |
| 2004 | Libertin                                | Harris                       |                                                                                              |
| 2005 | Dokonalá partie                         | Edward Fletcher-Wooten       |                                                                                              |
| 2006 | Piráti z Karibiku: Truhla mrtvého muže  | James Norrington             | Teen Choice Award za nejlepší souboj (společně s Orlando Bloomem) Will Turner vs. Commodore. |
| 2007 | Piráti z Karibiku: Na konci světa       | James Norrington             |                                                                                              |
| 2009 | Piráti na vlnách                        | Twatt                        |                                                                                              |
| 2011 | Klíčová osoba                           | Bobby                        |                                                                                              |
| 2012 | Mother's Milk                           | Patrick Melrose              |                                                                                              |
| 2014 | Death Knight Love Story                 | Zeliek                       |                                                                                              |
| 2014 | Kingsman: Tajná služba                  | Lancelot                     |                                                                                              |
| 2016 | Spojené království                      | Alistair Canning             |                                                                                              |
| 2016 | The Tank                                | Will Sacks                   |                                                                                              |
| 2016 | Americana                               | Calib                        |                                                                                              |
| 2017 | Svatba na divoko                        | Rory Darling                 |                                                                                              |
| 2017 | The Stolen                              | Joshua McCullen              |                                                                                              |

### Televize
| Rok       | Název                                   | Role                       | Poznámky                                      |
| --------- | --------------------------------------- | -------------------------- | --------------------------------------------- |
| 1997      | The Moth                                | Robert Bradley             | TV film                                       |
| 1996–97   | This Life                               | Miles Stewart              | 32 dílů                                       |
| 1998      | Macbeth                                 | Malcolm                    | TV film                                       |
| 1998      | Ultraviolet                             | detektiv Michael Colefield | minisérie, 6 dílů                             |
| 2000      | The Wyvern Mystery                      | Harry Fairfield            | TV film                                       |
| 2002      | Dickens                                 | Charley Dickens            | 2 díly                                        |
| 2002      | The Real Jane Austen                    | Henry Austen               | TV dokumentární film                          |
| 2003      | Eroica                                  | Prince Lobkowitz           | TV film                                       |
| 2003      | The Welsh Great Escape                  | vypravěč                   | TV film                                       |
| 2000–04   | Párování                                | Steve Taylor               | 28 dílů                                       |
| 2004      | Slečna Marplová                         | Harper                     | díl: „Mrtvola v knihovně“                     |
| 2005      | Mary Bryantová                          | Ralph Clarke               | 2 díly                                        |
| 2007      | This Life + 10                          | Miles Stewart              | TV film                                       |
| 2008      | Swingtown                               | Bruce Miller               | 13 dílů                                       |
| 2009–10   | Flash Forward – Vzpomínka na budoucnost | Lloyd Simcoe               | 22 dílů                                       |
| 2012–2013 | Smash                                   | Derek Willis               | hlavní role, 32 dílů                          |
| 2013      | Breathless                              | Otto Powell                | 6 dílů                                        |
| 2014      | Dobrá manželka                          | Frank Asher                | díl: „Parallel Construction, Bitches“         |
| 2015      | Life in Squares                         | starší David Garnett       | díl 1.3                                       |
| 2016      | The Mindy Project                       | Leland Breakfast           | díl: „Leland Breakfast Is the Miracle Worker“ |
| 2017      | Edward VIII: The Nazi King              | vypravěč                   |                                               |
| 2017      | Doomsday                                | Warren                     | TV film                                       |
| 2017      | Bílá slava                              | Peter King                 | 7 dílů                                        |
| 2018      | Mistr iluze                             | Sebastian Black            | 3 díly                                        |
| 2018      | Next of Kin                             | Guy Harcourt               | 6 dílů                                        |
| 2019      | Why Women Kill                          | Karl Grove                 | hlavní role, 10 dílů                          |
| 2019      | The Morning Show                        | Jason Craig                | vedlejší role, 10 dílů                        |

## Rádio
- Alistair Cooke's American Journey (2006) (čtení válečných reportáží veteránského novináře pro BBC Radio 4)